# Роза Попова (театър)
„Роза Попова“ е пътуващ частен театър в България. Основан е от Стоян Попов и Роза Попова през 1897 г. и съществува до 1912 г. Режисьор е Роза Попова, която изпълнява и главните роли в постановките.

## История
Театърът се основава след като двамата актьори напускат театър „Зора“. Първото представление се играе в Русе, като за първи път в България се представя постановката „Нора“ от Хенрик Ибсен.
Театърът изнася представления по-често в провинцията, както в театралните центрове, така и в по-отдалечените селища. За да се популяризира и разясни модерната драматургия, за първи път в България Роза Попова провежда образователни беседи преди представленията. Театърът развива активна дейност до 1905 г. След това изнасянето на представленията става нередовно до започването на Балканската война, когато преустановява съществуването си.

## Актьорски състав
Първоначално към основателите се присъединяват и артистите Персида Банчева, Александър Стоянов и Б. Блъсков, а след 1889 г. и Ставруда Фратева, Н. Георгиева, Ел. Бояджиева, Фратьо Фратев, М. Абаджиев, Йордан Адамов. В пътуващия театър играят и актьорите Щилян Попов, Хр. Илиев, В. Мандов, Георги Попов, Тр. Трифонов, Ив. Христов, В. Тодоров.